# Sân vận động Cộng hòa Vazgen Sargsyan
Sân vận động Cộng hòa Vazgen Sargsyan (tiếng Armenia: Վազգեն Սարգսյանի անվան Հանրապետական մարզադաշտ), còn được gọi là Sân vận động Cộng hòa (tiếng Armenia: Հանրապետական մարզադաշտ, đã Latinh hoá: Hanrapetakan Stadium), là một sân vận động đa năng toàn chỗ ngồi nằm trên đường 65 Vardanants, ở thủ đô Yerevan của Armenia. Sân vận động được xây dựng từ năm 1933 đến 1935. Sân được chính thức khánh thành vào năm 1935 với tên gọi Sân vận động Dinamo. Những lần phát triển tiếp theo được thực hiện vào năm 1953, sau khi Chiến tranh thế giới thứ hai kết thúc. Sân chủ yếu được sử dụng cho các trận đấu bóng đá và là sân nhà của đội tuyển bóng đá quốc gia Armenia. Sức chứa của sân vận động là 14.403 chỗ ngồi.

## Lịch sử

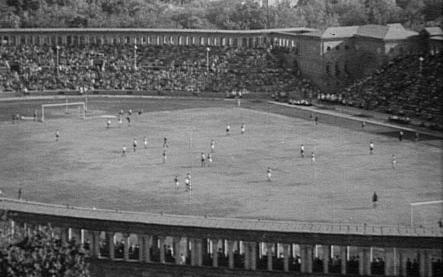
Sân vận động Dinamo cũ

Sân vận động được khai trương vào năm 1935 trong những ngày thuộc Liên Xô là Sân vận động Dinamo. Năm 1999, sau một cuộc cải tạo lớn, tên được đổi thành Sân vận động Cộng hòa (Sân vận động Hanrapetakan). Cuối năm 1999, sau vụ ám sát cựu thủ tướng Armenia Vazgen Sargsyan, tên của sân vận động đã chính thức được đổi thành Sân vận động Cộng hòa Vazgen Sargsyan. Sân hiện đang được sử dụng cho các trận đấu bóng đá và là sân nhà của đội tuyển bóng đá quốc gia Armenia cũng như các đội địa phương Ararat Armenia và Pyunik, cả hai đều chơi ở Giải Ngoại hạng Armenia.
Một cuộc cải tạo lớn của sân vận động đã được dự kiến sẽ diễn ra vào năm 1995, nhưng quá trình này đã bị trì hoãn do những khó khăn tài chính. Năm 1999, một quy trình cải tạo quy mô lớn đã được đưa ra và hơn 3 triệu đô la Mỹ đã được chi cho việc phát triển cơ sở hạ tầng, ghế ngồi và nhiều cơ sở khác, với sự hỗ trợ tài chính của Ủy ban điều hành UEFA. Đến cuối năm 2000, sân vận động đã được cải tạo hoàn toàn với một cơ sở chỗ ngồi được bảo hiểm đầy đủ.
Sân vận động Cộng hòa được đặt theo tên của Vazgen Sargsyan theo sắc lệnh của tổng thống vào ngày 28 tháng 12 năm 1999. Vazgen Sargsyan là chỉ huy của lực lượng Armenia trong Chiến tranh Nagorno-Karabakh và từng giữ chức Bộ trưởng Quốc phòng từ năm 1995 đến 1999 và Thủ tướng từ tháng 6 đến 27 tháng 10 năm 1999, khi ông và các quan chức cấp cao khác bị giết trong vụ nổ súng tại Quốc hội Armenia.
Một cải tiến lớn khác đã được thực hiện vào năm 2008 thông qua công ty Green Diversified Ltd. của Israel, mặt sân đã được thay thế hoàn toàn bằng một bề mặt hiện đại, các phần VIP đã được sửa chữa và một hệ thống an ninh hiện đại được lắp đặt trong sân vận động để đáp ứng các tiêu chuẩn của UEFA. Đến cuối tháng 8 năm 2008, sân vận động đã sẵn sàng để tổ chức các trận đấu trên sân mới. Do việc lắp đặt các phần VIP mới, sức chứa chỗ ngồi đã giảm từ 14.968 chỗ ngồi xuống còn 14.403 chỗ ngồi.

## Kỷ lục khán giả
- 11 tháng 10 năm 2003, Vòng loại Euro 2004 Bảng 6: Armenia 0-4 Tây Ban Nha, Khán giả: 16.000.
- 22 tháng 8 năm 2007, Vòng loại Euro 2008 Bảng A: Armenia 1-1 Bồ Đào Nha, Khán giả: 15.550.
- 13 tháng 6 năm 2015, Vòng loại Euro 2016 Bảng I: Armenia 2-3 Bồ Đào Nha, Khán giả: 14.527.
- 7 tháng 10 năm 2011, Vòng loại Euro 2012 Bảng B: Armenia 4-1 Macedonia, Khán giả: 14.403.
- 12 tháng 10 năm 2012, Vòng loại World Cup 2014 Bảng B: Armenia 0-3 Cộng hòa Séc, Khán giả: 14.403.
- 26 tháng 3 năm 2011, Vòng loại Euro 2012 Bảng B: Armenia 0-0 Nga, Khán giả: 14.400.

## Hình ảnh

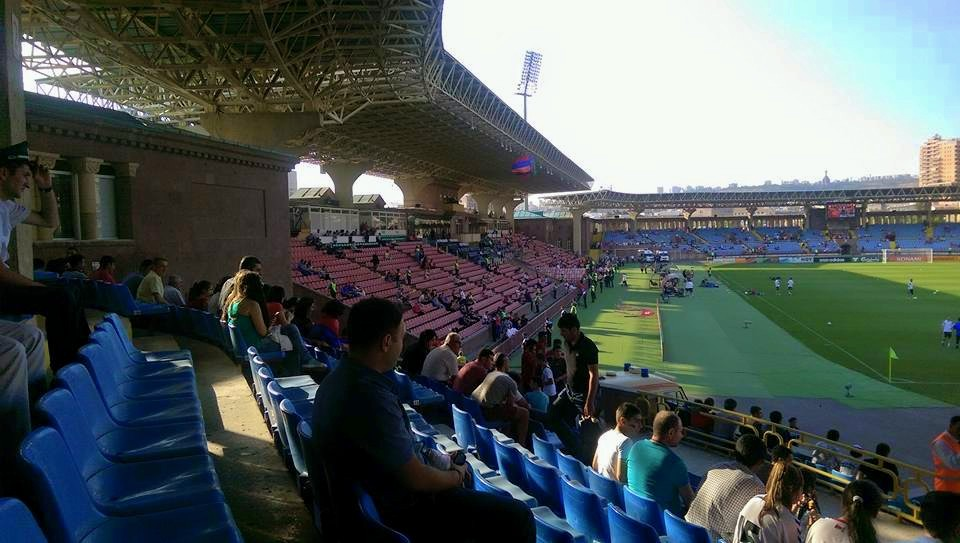
Khán đài phía Tây (ghế ngồi màu đỏ)
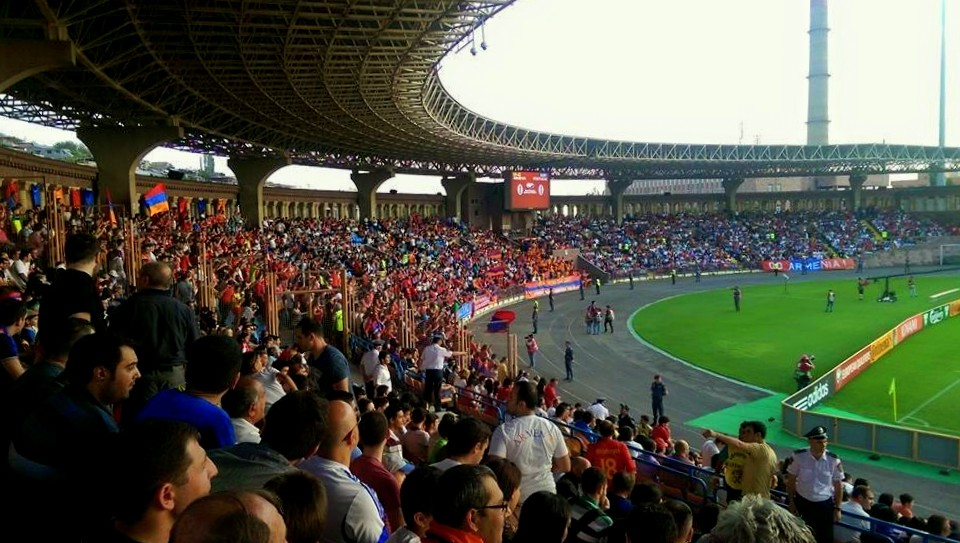
Khán đài phía Nam
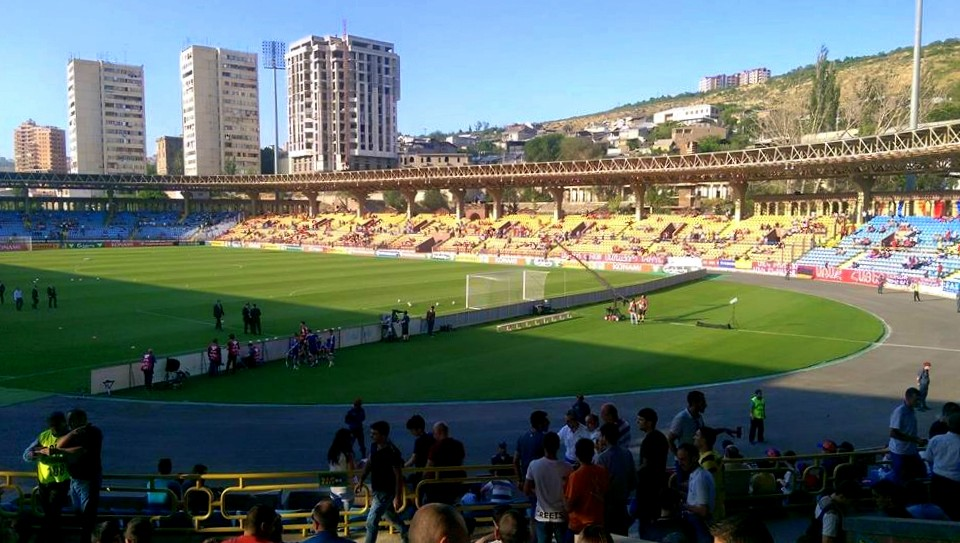
Khán đài phía Đông (ghế ngồi màu cam)
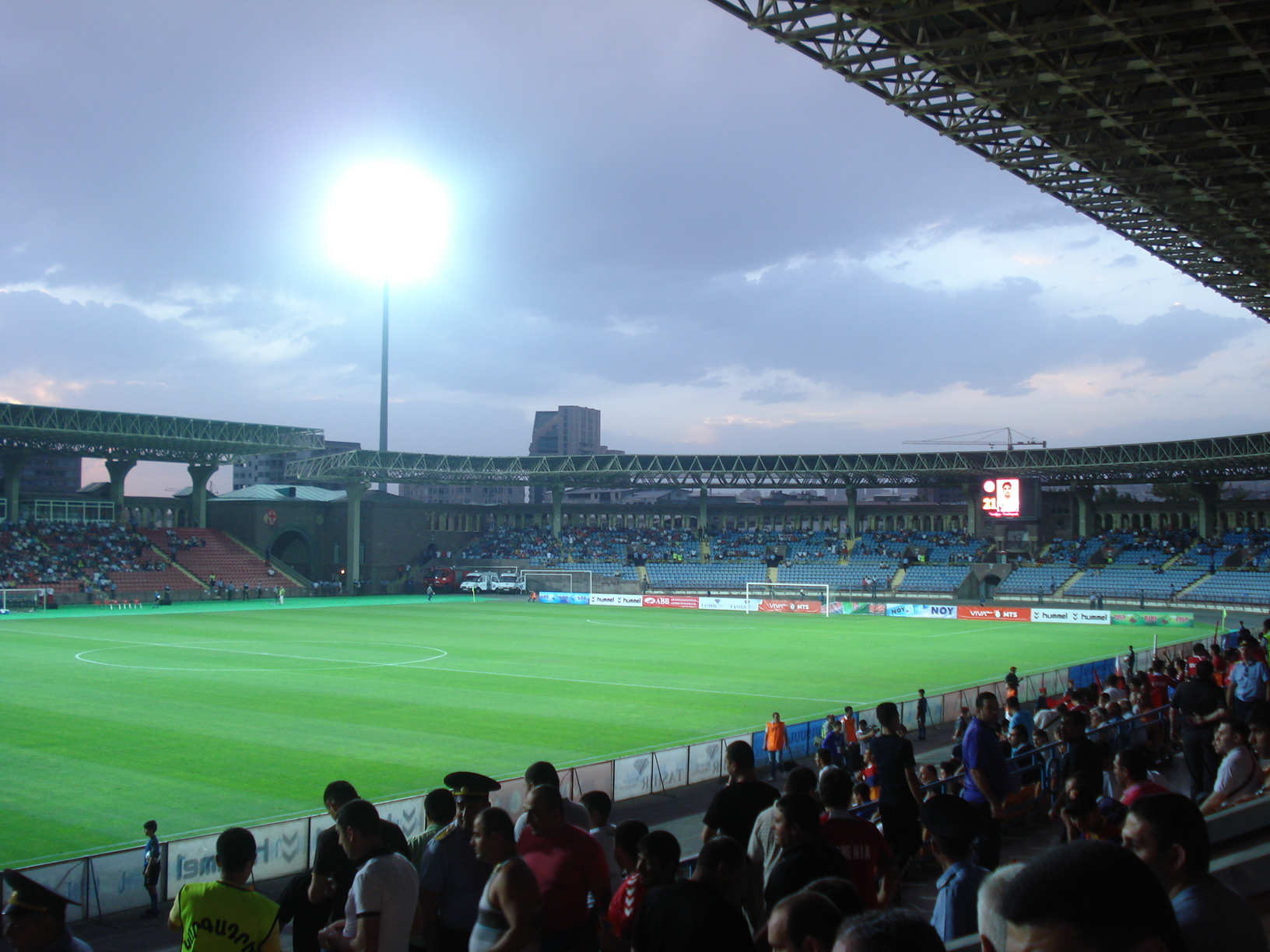
Khán đài phía Bắc (ghế ngồi màu xanh dương)